# استودیو لندن
استودیو لندن (انگلیسی: London Studio)، یک توسعه‌دهنده بازی‌های ویدیویی بریتانیایی مستقر در لندن بود. این استودیو در سال ۲۰۰۲ تأسیس شد و یک توسعه‌دهنده بازی ویدئویی برای استودیوهای پلی‌استیشن بود. این استودیو بیشتر به خاطر توسعه سری سینگراستار و همچنین بازی‌هایی برای تجهیزات جانبی خارجی پلی‌استیشن از جمله دوربین آی توی و هدست واقعیت مجازی پلی‌استیشن وی‌آر شناخته شد. این استودیو از زمان تأسیس بیش از ۶۰ عنوان ساخته است.